# Rhyscotoides parallelus
Rhyscotoides parallelus là một loài chân đều trong họ Rhyscotidae. Loài này được Budde-Lund miêu tả khoa học năm 1893.